# Loutna česká

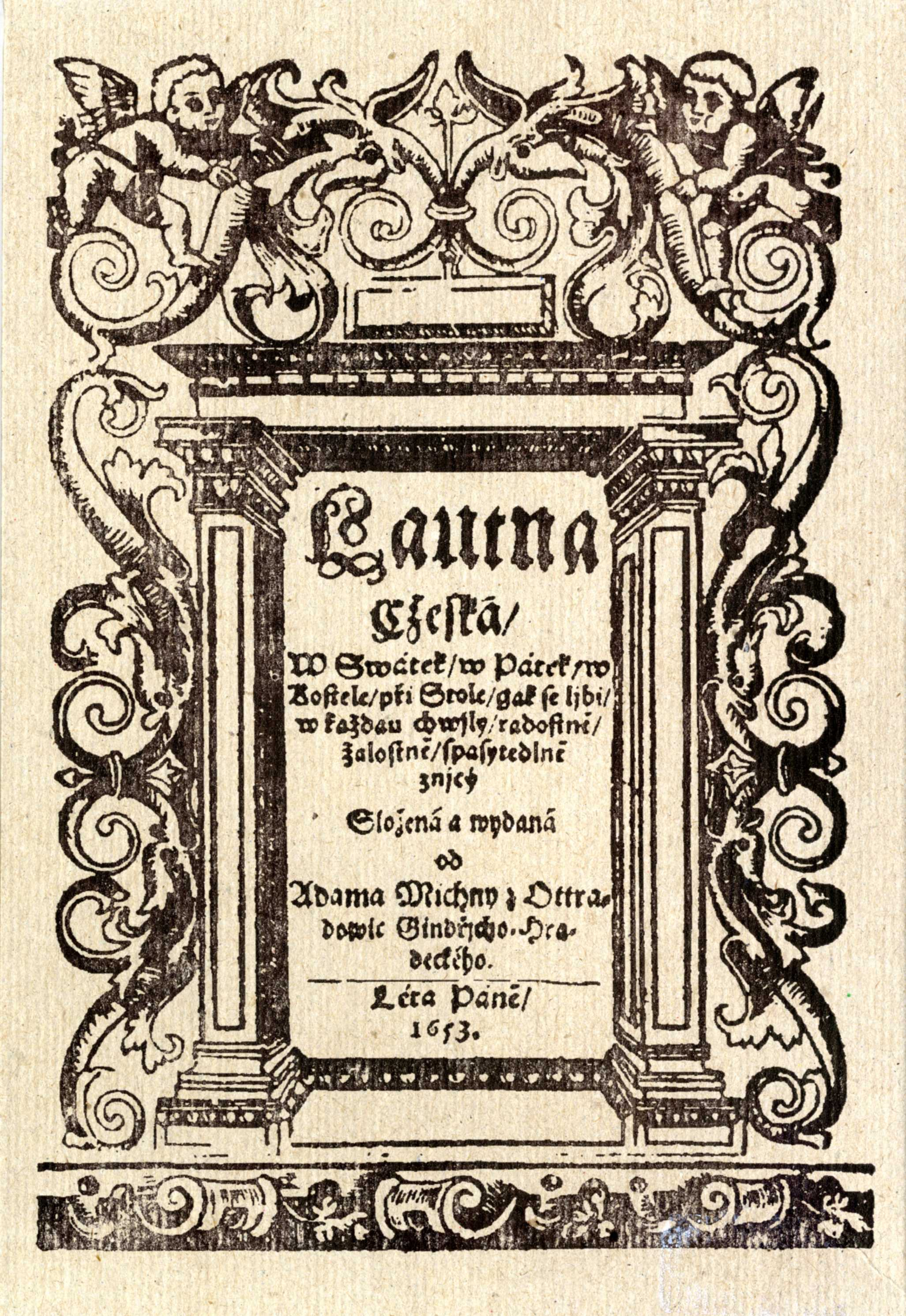
Loutna česká, titulní strana prvního vydání (1653)

Loutna česká je cyklus třinácti písní s instrumentálním doprovodem. Toto dílo zkomponoval a tiskem vydal Adam Michna z Otradovic v Praze roku 1653 pod názvem Loutna česká v svátek, v pátek, v kostele, při stole jak se líbí v každou chvíli, radostně, žalostně, spasitelně znící, složená a vydaná od Adama Michny z Otradovic Jindřicho Hradeckého L.P.1653.

## Charakteristika
V tomto legendárním díle českého hudebního baroka Michna uvažuje literárními prostředky mystického erotismu nad církví jako Kristovou nevěstou. Součástí cyklu je i známá svatební píseň Nebeští kavalérové. Původní Michnovo vydání bylo nějakou dobu považováno za ztracené, a první novodobé práce o tomto díle vycházely z nejstaršího dochovaného opisu z roku 1666. Loutna česká je druhá z tří vydaných sbírek Adam Michny z Otradovic. Tato sbírka se od ostatních dvou velice liší. Zatímco Česká mariánská muzika i Svatoroční muzika mají formu tradičních kancionálů, tedy sbírek zbožných písní určených ke společnému zpěvu věřících při bohoslužbách v jednotlivých obdobích církevního roku a u příležitosti významných životních událostí (křest, sňatek, příprava na dobrou křesťanskou smrt), Loutna česká je vnitřně soudržná kontemplativně-lyrická kompozice, jejíž jednotlivé básně prostřednictvím biblických námětů a typických motivů barokní katolické zbožnosti zkoumají různé aspekty mystického sjednocení světa s Bohem, a to v rovině individuální (lidská duše připravená odpovědět Boží nabídce spasení) i globální (všeobecná křesťanská církev jakožto vyvolená Kristova nevěsta přistupuje ke sňatku, jenž jediný může zachránit svět před věčnou zkázou). Odlišný je i rozsah skladeb, Loutna česká sestává jen ze třinácti tematicky propojených písní, v České mariánské muzice a Svatoroční muzice se počet skladeb pohybuje v řádu desítek.

## Obsah
1. Předmluva
2. Povolání Duchovné Nevěsty. Dialogus.
3. Matky Boží slavná Nadaní.
4. Svadební Prstýnek.
5. Panenská Láska.
6. Žehnání s Světem.
7. Duchovní Svádební Lázeň. Díl První/Díl Druhý.
8. Duší Věno. (+Díl Druhý)
9. Anjelské Přátelství.
10. Svádební Věneček.
11. Den Svádební.
12. Domácí Vojna mezi Duši a Tělem.
13. Smutek bláznivých Panen.

## Významná novodobá provedení Loutny české
- Roku 1996 nastudoval a natočil Loutnu českou soubor Ritornello, umělecký vedoucí Michael Pospíšil.
- Roku 2002 natočil Jaroslav Krček Loutnu českou s Prague Chamber Chorus a Musica Bohemica.
- Roku 2016 nastudoval a natočil soubor Ensemble Inégal Loutnu českou s nově objevenými party prvních houslí, které nalezl muzikolog Petr Daněk[3][4]

## Vydání loutny české
- MICHNA Z OTRADOVIC, Adam Václav. Loutna česká. Staré Město pražské: [s.n.], 1953.
- MICHNA Z OTRADOVIC, Adam Václav; TROLDA, Emilián. Loutna česká. Praha: Hudební knihy, 1943. Dostupné online.
- MICHNA Z OTRADOVIC, Adam Václav; HORYNA, Martin; HŮLEK, Julius. Loutna česká. České Budějovice: Státní vědecká knihovna ve spolupráci s Jihočeským nakladatelstvím, 1984. Faksimile, průvodní slovo, transkripce a úprava.
- MICHNA Z OTRADOVIC, Adam Václav. Loutna česká. Příprava vydání Michael Pospíšil. Brno: Colegium pro arte antiqua, 1998.
- ČEJKA, Marek. Adam Michna z Otradovic. Básnické dílo, texty písní 1647–1661. Praha: Lidové noviny, 1999. 718 s. Dostupné online. ISBN 80-7106-329-0. Pouze text.
- MICHNA Z OTRADOVIC, Adam Václav. Loutna česká. Příprava vydání Petr Daněk, Adam Viktora, Tereza Daňková. Praha: Bärenreiter, 2018. 48 + 23 (patritura) + 26 (particello) s. ISBN 979-0-2601-0800-4.